# Otisco Township (Michigan)
Pour les articles homonymes, voir Otisco.
Otisco est un Township du comté de Ionia au Michigan.
Sa population était de 2,243 habitants en 2010.
Belding est une ville non incorporée qui se situe au nord-est du township.